# Moczarek podstępny
Moczarek podstępny (Pelomys fallax) – gatunek gryzonia z rodziny myszowatych. Występuje w większości państw równikowej i południowej części Afryki. Zamieszkuje głównie tereny trawiaste, unika suchych obszarów. Pojawia się także na terenach uprawnych. Jest rozpowszechniony jednak nigdzie nie jest liczny.